# 요코시마 아야
요코시마 아야(일본어: 横嶋 彩, よこしま あや, 1990년 7월 3일~)는 일본의 핸드볼 선수로 포지션은 센터백이다. 일본 여자 대표팀의 일원으로 2020년 하계 올림픽에 참가하였으며, 아시안 게임에서 은메달 1개, 동메달 1개를 획득했다. 언니인 가오루와 동생인 하루카도 핸드볼 선수이다.

## 국가대표팀 경력
2014년에 처음으로 일본 여자 국가대표팀에 발탁되었으며, 그 해 6월에 열린 히로시마 국제 핸드볼 대회의 대한민국 대표팀과의 경기를 통해 국가대표 경기 첫 경기를 치렀다. 같은 해 9월에 대한민국 인천에서 열린 2014년 아시안 게임에 참가하여 은메달을 획득했다. 
2015년 덴마크에서 개최된 2015년 세계 선수권 대회에서 경기를 펼쳤다.